# Guzmania pennellii
Guzmania pennellii is een bromelia. De soort komt voor in Venezuela en Colombia. 